# Ricinje
Ricinje (nemško Ritzing) je naselje v Občini Volšperk v Okraju Volšperk na Koroškem v Avstriji.